# Попешть (Велень, Олт)
Попешть, Попешті (рум. Popești) — село у повіті Олт в Румунії. Входить до складу комуни Велень.
Село розташоване на відстані 105 км на захід від Бухареста, 42 км на південний схід від Слатіни, 79 км на схід від Крайови.

## Населення
За даними перепису населення 2002 року у селі проживали 253 особи, усі — румуни. Усі жителі села рідною мовою назвали румунську.